# Liste der denkmalgeschützten Objekte in Pfarrkirchen im Mühlkreis
Die Liste der denkmalgeschützten Objekte in Pfarrkirchen im Mühlkreis enthält die 8 denkmalgeschützten, unbeweglichen Objekte der Gemeinde Pfarrkirchen im Mühlkreis in Oberösterreich (Bezirk Rohrbach).

## Denkmäler
| Foto |                 | Denkmal                                                               | Standort                                                    | Beschreibung | Metadaten |
| ---- | --------------- | --------------------------------------------------------------------- | ----------------------------------------------------------- | --- | --- |
| ja   | Datei hochladen | Schloss Altenhof HERIS-ID: 17778 Objekt-ID: 14064                     | Altenhof 1 Standort KG: Altenhof                            | Der vierflügelige Schlossbau umfasst eine große Schlosskirche sowie Nebengebäude auf einer steilen, terrassierten Bergkuppe östlich der Ranna. Das im Kern mittelalterliche Schloss wurde im 16. Jahrhundert großteils neu errichtet und Anfang des 17. Jahrhunderts um die Schlosskirche erweitert. | BDA-Hist.: Q2240004 Status: Bescheid Stand der BDA-Liste: 2025-06-30 Name: Schloss Altenhof GstNr.: .1, .2/1, .3, 131 Schloss Altenhof                                     |
| ja   | Datei hochladen | Loretokapelle Selige Jungfrau Maria HERIS-ID: 17779 Objekt-ID: 14065  | Pfarrkirchen im Mühlkreis Standort KG: Pfarrkirchen         | Spätgotische, barockisierte Kapelle aus der zweiten Hälfte bis Ende des 15. Jahrhunderts. Ursprünglich als Grabkapelle genutzt, wurde die Kapelle 1670 bis 1673 barockisiert und von 1693 bis 1694 zur Lorettokapelle umgebaut.                                                                      | BDA-Hist.: Q37841441 Status: § 2a Stand der BDA-Liste: 2025-06-30 Name: Loretokapelle Selige Jungfrau Maria GstNr.: .58 Pfarrkirchen im Mühlkreis - Loreto chapel          |
| ja   | Datei hochladen | Kath. Pfarrkirche Mariae Himmelfahrt HERIS-ID: 17786 Objekt-ID: 14072 | Pfarrkirchen im Mühlkreis Standort KG: Pfarrkirchen         | Ursprünglich romanisch/gotische Kirche die Ende des 17. Jahrhunderts umfassend barockisiert wurde. | BDA-Hist.: Q37841474 Status: § 2a Stand der BDA-Liste: 2025-06-30 Name: Kath. Pfarrkirche Mariae Himmelfahrt GstNr.: .60, .59 Mary Assumption in Pfarrkirchen im Mühlkreis |
| ja   | Datei hochladen | Pfarrhof HERIS-ID: 17772 Objekt-ID: 14058                             | Pfarrkirchen im Mühlkreis 1 Standort KG: Pfarrkirchen       | Der mächtige, zweigeschoßige Rechteckbau mit Satteldach wurde in mehreren Bauphasen zwischen der zweiten Hälfte des 16. Jahrhunderts und dem zweiten Viertel des 17. Jahrhunderts errichtet. | BDA-Hist.: Q37841287 Status: § 2a Stand der BDA-Liste: 2025-06-30 Name: Pfarrhof GstNr.: 1968/1                                                                            |
| ja   | Datei hochladen | Mesnerhaus HERIS-ID: 17774 Objekt-ID: 14060                           | Pfarrkirchen im Mühlkreis 3 Standort KG: Pfarrkirchen       | Das zweigeschoßige Mesnerhaus mit Schopfwalmdach wurde um 1600 errichtet. | BDA-Hist.: Q37841312 Status: § 2a Stand der BDA-Liste: 2025-06-30 Name: Mesnerhaus GstNr.: .56                                                                             |
| ja   | Datei hochladen | Glockenturm HERIS-ID: 17775 Objekt-ID: 14061                          | neben Pfarrkirchen im Mühlkreis 3 Standort KG: Pfarrkirchen | 1678 nach einem Brand neu errichteter Glockenturm mit Zwiebelhelm und Laterne. | BDA-Hist.: Q37841343 Status: § 2a Stand der BDA-Liste: 2025-06-30 Name: Glockenturm GstNr.: .56 Glockenturm, Pfarrkirchen im Mühlkreis                                     |
| ja   | Datei hochladen | Gasthaus HERIS-ID: 17777 Objekt-ID: 14063                             | Pfarrkirchen im Mühlkreis 16 Standort KG: Pfarrkirchen      | Breit gelagertes Gebäude mit Satteldach und Ovalbild der Maria auf der Mondsichel. | BDA-Hist.: Q37841397 Status: Bescheid Stand der BDA-Liste: 2025-06-30 Name: Gasthaus GstNr.: 1907/1 Gasthof Scherrer (Pfarrkirchen)                                        |
| ja   | Datei hochladen | Schule HERIS-ID: 17776 Objekt-ID: 14062                               | Pfarrkirchen im Mühlkreis 26 Standort KG: Pfarrkirchen      | Die ehemalige Schule wurde im 16. Jahrhundert als zweigeschoßiger Bau mit Schopfwalmdach und Putzrahmengliederung errichtet. | BDA-Hist.: Q37841369 Status: § 2a Stand der BDA-Liste: 2025-06-30 Name: Schule GstNr.: .57                                                                                 |